# Priolepis limbatosquamis
Priolepis limbatosquamis är en fiskart som först beskrevs av Gosline, 1959.  Priolepis limbatosquamis ingår i släktet Priolepis och familjen smörbultsfiskar. Inga underarter finns listade i Catalogue of Life.